# صوفی‌کند
صوفی‌کند (به لاتین: Sofikənd) یک منطقه مسکونی رد جمهوری آذربایجان است که در شهرستان قوبا واقع شده‌است. صوفی‌کند ۲۷۹ نفر جمعیت دارد.